# L'Ultime Rock progressif du Québec
L'Ultime Rock progressif du Québec est une compilation musicale sortie en 2009. Elle se focalise sur des artistes de rock progressif québécois.

## Contexte
Le rock progressif fait son apparition au Québec vers le début des années 1970. Il connaît un âge d'or au cours de cette décennie, durant laquelle les formations progressives se multiplient dans la province. Ces groupes, ambitieux d'un point de vue musical, cherchent à aller au-delà des conventions traditionnelles du rock. Beaucoup plus axés sur la musique que sur les paroles, la plupart d'entre eux ne connaissent aucun succès commercial au Québec et ont été très peu mentionnés dans les livres d'histoire. Seul le trio Harmonium, Octobre et Offenbach parvient réellement à se faire connaître du grand public,.

## Parution
En septembre 2008, le label musical Disques Gala collabore avec la société à but non lucratif Musique ProgresSon dans le but de sortir une compilation regroupant des artistes de rock progressif québécois des années 1970. Dans le cadre de cette collaboration, Musique ProgresSon accorde une licence à Gala pour certains titres remastérisés de son catalogue. Gala prévoit d'abord de sortir L'Ultime Rock progressif du Québec en novembre 2008 ; l'album sort finalement en janvier 2009,.

## Présentation et analyse
La compilation se présente sous la forme d'un double album composé de 30 titres, sélectionnés par l'éditeur et réalisateur Jean-Pierre Sévigny,. La majorité des titres présents sur l'album sont des instrumentaux parus entre 1969 (comme L'Âge d'or de Dionysos) et 1979 (Des lacs, des rivières, des ruisseaux de l'Orchestre sympathique). Ils présentent des influences diverses comme le jazz, le funk et la musique folk, mais aussi les musiques de chambre, électroacoustiques, symphoniques et du monde. La plupart des groupes apparaissant sur la compilation n'ont pas connu de succès commercial et certains d'eutres eux n'ont pas non plus vu leurs albums réédités depuis l'apparition du disque compact. Jean-Pierre Sévigny a remarqué : 

« On parle rarement de rock progressif dans les livres sur la chanson québécoise. Comme si cela n'avait pas trop existé [...]. Je trouvais important de réparer cette injustice. Je l'ai fait par devoir de mémoire. En partie pour me faire plaisir, et en partie pour les jeunes qui ne connaissent pas cette période et qui s'intéressent à des musiques plus créatives. »

## Accueil critique
Dans Le Journal de Montréal, Philippe Rezzonico décrit L'Ultime Rock progressif du Québec comme un « magnifique devoir de mémoire documenté à fond » Il trouve que l'enchaînement des titres les uns à la suite des autres « coule de source » et pense que la compilation « est l'occasion d'entendre des titres oubliés sous leur meilleur jour au plan sonore. »
Francis Hébert, journaliste pour Voir, estime que le double album « compile le rock progressif québécois dans ce qu'il a de plus accessible, homogène et grand public. » Il trouve que la compilation « vaut largement l'écoute pour se libérer un peu les tympans des carcans. » Pour Jean-Christophe Laurence du journal La Presse, il s'agit d'une « anthologie très bien construite » qui « offre un survol éclairant des différents groupes qui ont animé le mouvement ». Il souligne l'« excellent livret » de la compilation, qui est selon lui « fourni et détaillé ».
Jérôme Walczak du site recommande la compilation aux amateurs du rock progressif québécois des années 1970 car il pense qu'elle « reflète à merveille cette époque bénie ». Pour Benoit Bergeron du webzine Rreverb, L'Ultime Rock progressif du Québec est une « excellente rétrospective ». Le site QuébecInfo Musique considère le double album comme un « indispensable survol de la production prog de chez-nous et une excellente initiation pour ceux qui n'ont pas vécu cette époque embuée et enivrante. »

## Nomination
En septembre 2009, L'Ultime Rock progressif du Québec est nommé aux Gala de l'Industrie de l'ADISQ dans la catégorie « Anthologie de l'année ». Le prix est décerné à L'Album de famille de Beau Dommage cette année-là.

## Fiche technique
Adaptée du site de QuébecInfo Musique.
- Recherche et documentation : Stephen Takacsy, Jean-Pierre Sévigny, Réjean Beaucage
- Réalisation : Jean-Pierre Sévigny
- Transferts : Robert Thérien, Réjean Yacola
- Restauration sonore : Bill Szawlowski, Réjean Yacola
- Montages sonores : Jean-Pierre Sévigny, Bill Szawlowski
- Mastering : Bill Szawlowski
- Production : Jean-Pierre Sévigny, Disques Gala
- Pochette et livret
  - Conception et réalisation graphique : François Messier
  - Textes de présentation : Réjean Beaucage, équipe de ProgQuébec
  - Révision : Carole Meneghel
  - Photos : archives de ProgQuébec, Audiogramme, Vincent Dionne, Martin Perron, Paul-André Thibert, Marc Delage, Ungava, Dionysos, ExCubus

## Pistes

### Disque 1
| No  | Titre                              | Interprète         | Durée |
| --- | ---------------------------------- | ------------------ | ----- |
| 1.  | La Passe du grand flambeau         | Octobre            | 5:08  |
| 2.  | L'Âge d'or                         | Dionysos           | 3:59  |
| 3.  | Abomination d'une quarte de triton | ExCubus            | 3:27  |
| 4.  | Oremus                             | Offenbach          | 0:43  |
| 5.  | Finale d'Edgar                     | Offenbach          | 0:57  |
| 6.  | Précréation                        | Morse Code         | 5:05  |
| 7.  | Tout l'temps                       | Pollen             | 3:26  |
| 8.  | Introduction « Comme un fou »      | Harmonium          | 1:29  |
| 9.  | Comme un fou                       | Harmonium          | 6:50  |
| 10. | Voyage au Tibet                    | Jacques Tom Rivest | 7:26  |
| 11. | Ateliers I & IV                    | Conventum          | 4:09  |
| 12. | Ste-Mélanie Blues                  | Contraction        | 3:55  |
| 13. | Voix et violon                     | L'Engoulevent      | 5:35  |
| 14. | Liberté                            | Charles Kaczynski  | 5:39  |
| 15. | Résurrection                       | Dionne-Brégent     | 5:53  |
| 16. | La folle complainte                | Jacques Brégent    | 4:39  |
| 17. | Circus Maximus                     | Vincent Dionne     | 3:43  |

### Disque 2
| No  | Titre                                         | Interprète              | Durée |
| --- | --------------------------------------------- | ----------------------- | ----- |
| 1.  | Paix                                          | L'Infonie               | 10:52 |
| 2.  | Yama Nekh                                     | Ville Émard Blues Band  | 3:43  |
| 3.  | J'freak assez                                 | Toubabou                | 7:47  |
| 4.  | Les pétoncles                                 | Maneige                 | 4:55  |
| 5.  | Coyotte                                       | Ungava                  | 4:49  |
| 6.  | J'un œil                                      | Sloche                  | 4:44  |
| 7.  | Pixieland                                     | Contraction             | 3:17  |
| 8.  | Le Cosmophile                                 | Sloche                  | 5:31  |
| 9.  | Rien ne sert de courir il faut partir à point | Lasting Weep            | 2:49  |
| 10. | Jumping Jelly Beans                           | Lasting Weep            | 3:38  |
| 11. | La samba du Bas-du-Fleuve                     | Yves Laferrière         | 5:31  |
| 12. | Jean-Jacques                                  | Maneige                 | 4:13  |
| 13. | Des lacs, des rivières, des ruisseaux         | L'Orchestre sympathique | 5:51  |